# 郭宝成
郭宝成（1955年9月—），男，陕西定边人，中华人民共和国政治人物。曾任中共神木县委书记，在任期间建立神木县全民免费医疗教育体系，后调任陕西榆林市人大常委会副主任，2016年2月辞去职务。2023年5月4日被查。

## 生平
1974年入伍，参加过对越自卫反击战并立下三等功。1980年1月从部队转业至定边县，任石洞沟公社农机站干事，历任定边县学庄公社秘书、县委办公室秘书、县政府办公室副主任、主任。1992年10月任佳县副县长，1997年12月调任中共神木县委常委、副书记。2000年11月，任中共神木县委副书记、县长，2005年9月升任中共榆林市委常委、神木县委书记。

### 主政神木
早在2001年，时任神木县长的郭宝成到欧洲进行了10多天的考察，看到国外的高社会福利制度，他对自己的以后的执政理念有了一个新的定位。
郭宝成任县长时，在建县医院还是盖县宾馆问题上，曾与原县委书记万恒意见不一。万书记坚持建宾馆，郭宝成坚持原则上倾向于建医院，郭认为当时建四星级宾馆，投资2亿左右，建起来，县财政养宾馆每年要花1000万，宾馆是官员和有钱人享受，但建医院是为一般百姓谋利益。后来宾馆和医院同时上马，但宾馆中途停下了。投资2亿元的县医院建成，进口了400万欧元的医疗设备。
2006年1月，神木县下发红头文件，让干部到村里挂职锻炼，实际上是鼓励干部带薪代职，保留职位，去办企业。全县先后有2300多名干部挂职，领办创办企业242家，企业用工5300多人。许多干部后来辞掉了科员和小科长之职。
2007年3月，神木启动“双百帮扶”工程，200个私人企业与200个村子结成对子，进行为期3年的帮扶。这些私人企业拿出近4亿帮扶贫困村。
2008年春，神木推行城乡12年免费教育，每天再补助3.5元（几年后提高至5.5元）的午餐费。全县从小学到高中近9万名学生，县财政每年支出1.4亿。
2009年1月1日，神木实行孤寡、残疾和“五保户”等特殊人群的免费供养。其中，农村、城市重度残疾人每人每年补贴分别不低于2880元和3600元，政府为此支出3000多万元。
2009年2月，神木县政府下发《神木县全民免费医疗实施办法（试行）》，《办法》规定3月1日开始实行实施全民免费医疗制度，参保人员可享受每人每年100元的门诊医疗卡待遇，如住院治疗，起付线（乡镇医院为每人次200元、县级医院为每人次400元、县境外医院为每人次3000元）以下住院医疗费用由本人自付，起付线以上费用予以报销。其中，安装人工器官、器官移植等特殊检查费、治疗费和材料费也列入报销范围，每人每年报销上限为30万元。

### 调离神木
2010年6月11日，正在接受新华社记者采访的郭宝成接到市里来电，说有紧急会议要开。郭到达后，市领导找郭谈话：“省里说你年龄大了，组织决定任命你为榆林市人大常委会副主任”。当天下午，市委常委会会议宣布，郭宝成不再担任榆林市委常委、神木县委书记。7月，郭任榆林市人大常委会副主任。9月13日，《榆林日报》正式通报郭宝成等人任免信息：日前，榆林市委研究，并经陕西省委、省委组织部同意：免去郭宝成神木县委书记职务。
郭宝成接受《都市快报》记者采访时表示，对于调任没有心理准备，很突然，并告诉记者：“说得好听点是正常的调动，是‘退居二线’。但像我这样下台的，实际上就是被‘贬’”。
2016年2月，郭宝成辞去陕西榆林市人大常委会副主任职务。

### 被查
2023年5月4日，据陕西省纪委监委消息，陕西省榆林市人大常委会原副主任郭宝成涉嫌严重违纪违法，目前正在接受陕西省纪委监委纪律审查和监察调查。

## 荣誉
- 2009中国改革年度人物[9]